# Carol Kim
Hoàng Kim Hoa (sinh năm 1946 ở Châu Phú, thị xã Tân Châu, tỉnh An Giang), thường được biết đến với nghệ danh Carol Kim  là một nữ ca sĩ nổi danh tại Sài Gòn từ trước năm 1975. Bà được khán giả yêu thích qua một số ca khúc "Cái trâm em cài", "Không", "Xa lộ không đèn", "Sài Gòn".

## Tiểu sử và sự nghiệp
– Carol Kim chia sẻ về nghệ danh của mình.
Carol Kim sinh ra trong gia đình có 11 người con, bà là con thứ 7. Cha của bà là người Hoa quê ở Cần Thơ, mẹ là người Mã Lai sinh sống ở Việt Nam đã nhiều năm. Từ khi còn học tiểu học, Carol Kim đã thể hiện năng khiếu nghệ thuật và rất thích ca hát. Tuy nhiên ước muốn làm ca sĩ ban đầu bị cha cô phản đối vì cho rằng không thích hợp với một gia đình theo đạo Hồi. Chính sự nỗ lực hết mình, bà đã thuyết phục được gia đình để theo đuổi thành công sự nghiệp ca hát.
Năm 1965, Carol Kim đoạt giải nhất trong một cuộc thi tuyển lựa ca sĩ do phòng thông tin Ban Mê Thuột tổ chức với ca khúc Bước chân chiều chủ nhật của nhạc sĩ Đỗ Kim Bảng.
Năm 1967, trong một lần đến Sài Gòn thăm người thân ở vũ trường, bà đã chinh phục khán giả qua nhạc phẩm "Moon River", tiếng hát Carol Kim đã được nhạc sĩ Lê Văn Thiện để mắt đến. Ông giới thiệu cô với nam ca sĩ tiếng tăm thời đó là Pat Lâm để đưa cô đi hát và khán giả Việt Nam biết đến cô nhiều hơn. Trong khoảng thời gian này bà chủ yếu hát nhạc nước ngoài cho quân nhân Mỹ nghe qua một số nhạc phẩm What’d I Say, Chains Of Fools, My Prayer, Oh Carol.
Một thời gian sau, Carol biểu diễn ở phòng trà và ký độc quyền với phòng trà Tự Do. Theo quy định của chính quyền lúc bấy giờ là phải có nghệ danh tiếng Việt nên bà ghép thêm tên đệm của mình để thành nghệ danh Carol Kim, rồi từ đó bà cũng bắt đầu chuyển sang hát nhạc Việt và được yêu thích với các bài Cái trâm em cài, Sầu đông, Vết thương cuối cùng, Tình phụ, Không cùng những bài nhạc Trịnh Công Sơn là Hãy khóc đi em, Biển nhớ, Như cánh vạc bay.
Năm 1975, Carol Kim rời Việt Nam sang nước ngoài định cư, bà có 2 người con, người con trai đã lập gia đình, người con gái theo nghiệp ca hát và sống ở Los Angeles. Năm 2007 và 2009, bà về Việt Nam biểu diễn sau nhiều năm định cư ở Hoa Kỳ.

## Trình diễn trên sân khấu

### Trung tâm Thúy Nga
| STT | Tiết mục                                       | Thể hiện                               | Chương trình           | Năm  |
| --- | ---------------------------------------------- | -------------------------------------- | ---------------------- | ---- |
| 1   | Phút Say Đắm                                   | Solo                                   | Paris By Night 6       | 1988 |
| 2   | Oh Carol                                       | Solo                                   | Paris By Night 7       | 1989 |
| 3   | Hài kịch: Đám Cưới Đầu Xuân (Nguyễn Ngọc Ngạn) | Chí Tài, Bé Tí, Hoài Tâm, Tom Treutler | Paris By Night 101     | 2011 |
| 4   | Kim (Y Vũ)                                     | Connie Kim                             | Thúy Nga Music Box #27 | 2021 |
| 5   | Điệu Ru Nước Mắt (Anh Sơn, Vũ Lai)             | solo                                   | Thúy Nga Music Box #27 | 2021 |
| 6   | Mưa Bong Bóng (Lý Dũng Liêm, Nhật Kiên Hà)     | solo                                   | Thúy Nga Music Box #27 | 2021 |
| 7   | Tôi Đưa Em Sang Sông (Nhật Ngân, Y Vũ)         | solo                                   | Thúy Nga Music Box #27 | 2021 |
| 8   | Có Nhớ Đêm Nào (Khánh Băng)                    | Connie Kim                             | Thúy Nga Music Box #27 | 2021 |
| 9   | Cái Trâm Em Cài (Hoàng Thi Thơ)                | solo                                   | Con Thương Nhớ Mẹ      | 2022 |